# Stok Nowy
Stok Nowy (do 2008 Nowy Stok) – wieś w Polsce położona w województwie łódzkim, w powiecie sieradzkim, w gminie Błaszki. Do 2007 roku nosiła nazwę Nowy Stok.
Po III rozbiorze Polski w okolice sprowadzono osadników niemieckich wyznania ewangelickiego, zwanych holendrami. Od 1818 należeli oni do zboru w Sobiesękach.
W latach 1975–1998 miejscowość administracyjnie należała do województwa sieradzkiego.